# Zdzisław Mieczysław Łoziński
Zdzisław Mieczysław Łoziński (ur. 6 lipca 1902 w Kosowie Huculskim, zm. 1 czerwca 1981 w Londynie) – major inżynier Wojska Polskiego. W 1967 awansowany przez Prezydenta RP na uchodźstwie na stopień podpułkownika.

## Życiorys
Urodził się 6 lipca 1902 w Kosowie Huculskim. 
Był absolwentem Oficerskiej Szkoły Inżynierii. 25 lipca 1924 został mianowany na stopień podporucznika ze starszeństwem z dniem 1 lipca 1923 i 6. lokatą w korpusie oficerów inżynierii i saperów, następnie awansowany na stopień porucznika ze starszeństwwem z dniem 1 lipca 1925. W 1924 służył w 10 pułku saperów w Przemyślu. Na przełomie lat 20. i 30. był oficerem na służbie w Centrum Wyszkolenia Saperów w Modlinie. 27 czerwca 1935 został mianowany na stopień kapitana ze starszeństwem z dniem 1 stycznia 1935 i 25. lokatą w korpusie oficerów inżynierii i saperów (w marcu 1939, w tym samym stopniu i starszeństwie, zajmował 25. lokatę w korpusie oficerów saperów, grupa liniowa). W tym czasie pozostawał w rezerwie personalnej oficerów przy Inspektorze Saperów na stanowisku wykonawcy studiów.
Po wybuchu II wojny światowej i kampanii wrześniowej przedostał się na Zachód. Tam wstąpił do Wojska Polskiego we Francji. Pełnił stanowisko zastępcy dowódcy saperów 1 Dywizji Grenadierów. Został wzięty do niewoli przez Niemców i przebywał w obozie jenieckim.
Po wojnie pozostał na emigracji. W 1967 Prezydent RP na uchodźstwie mianował go na stopień podpułkownika w korpusie oficerów saperów. Zmarł 1 czerwca 1981 w Londynie.

## Odznaczenia
- Krzyż Walecznych – dwukrotnie[2]
- odznaczenia polskie i zagraniczne[2]